# Meures
Meures est une commune française rurale située dans le département de la Haute-Marne, en région Grand Est.
Les emplois de la commune sont liés à l'agriculture, à la sylviculture et à l'héliciculture à la ferme aux Escargots.

## Géographie

### Localisation

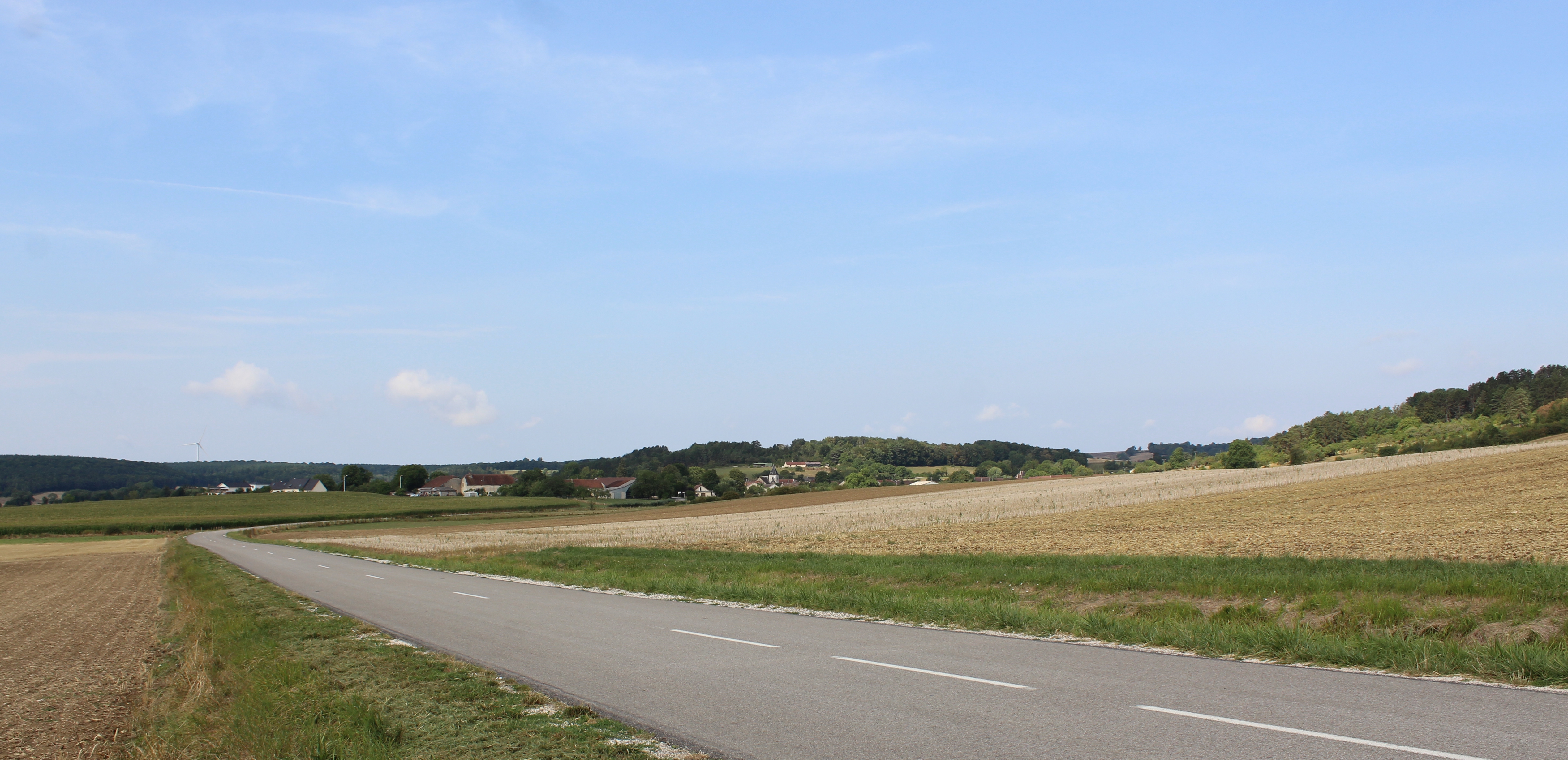
Panorama du village.

Meures est à une altitude variant de 252  à   392 mètres. La ville la plus proche est Chaumont, située à 11 km de la commune.
Le territoire de la commune est limitrophe de ceux de cinq communes :
| Sexfontaines | Ormoy-lès-Sexfontaines |                      |
| Blaisy       | Meures                 | Annéville-la-Prairie |
|              | Jonchery               |                      |

### Hydrographie
La commune est dans la région hydrographique « la Seine de sa source au confluent de l'Oise (exclu) » au sein du bassin Seine-Normandie. Elle est drainée par le Meures, le cours d'eau 01 de l'Étang, le Fossé 01 du Bois de la Voivre et le ruisseau de la Saus,.

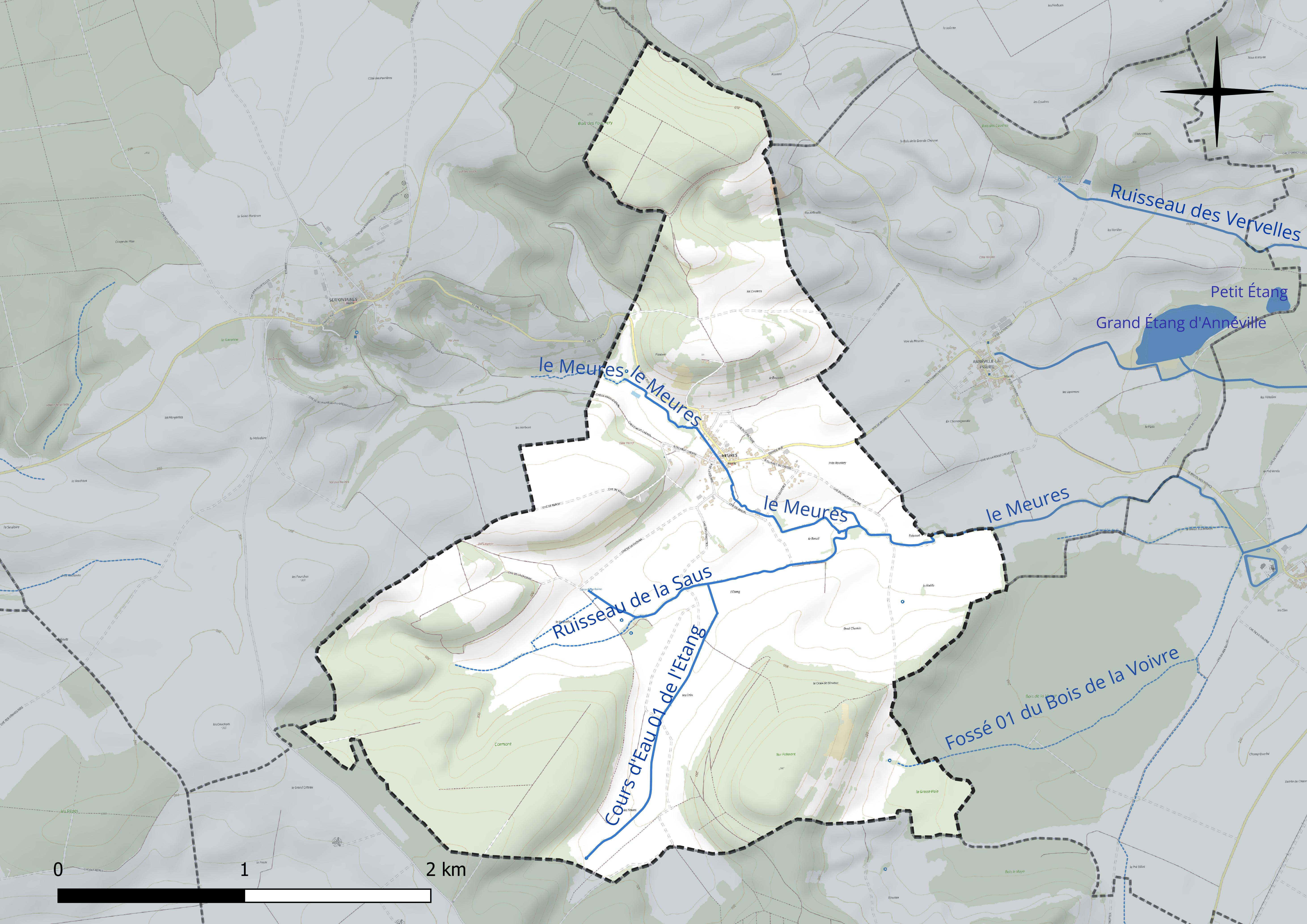
Réseau hydrographique de Meures.

### Climat
Pour des articles plus généraux, voir Climat du Grand Est et Climat de la Haute-Marne.
En 2010, le climat de la commune est de type climat des marges montargnardes, selon une étude du Centre national de la recherche scientifique s'appuyant sur une série de données couvrant la période 1971-2000. En 2020, Météo-France publie une typologie des climats de la France métropolitaine dans laquelle la commune est exposée à un climat océanique altéré et est dans la région climatique  Lorraine, plateau de Langres, Morvan, caractérisée par un hiver rude (1,5 °C), des vents modérés et des brouillards fréquents en automne et hiver. 
Pour la période 1971-2000, la température annuelle moyenne est de 10 °C, avec une amplitude thermique annuelle de 16 °C. Le cumul annuel moyen de précipitations est de 937 mm, avec 13,5 jours de précipitations en janvier et 9,2 jours en juillet. Pour la période 1991-2020, la température moyenne annuelle observée sur la station météorologique de Météo-France la plus proche, « Blécourt », sur la commune de Blécourt à 21 km à vol d'oiseau, est de 10,8 °C et le cumul annuel moyen de précipitations est de 879,6 mm. 
La température maximale relevée sur cette station est de 40,2 °C, atteinte le 25 juillet 2019 ; la température minimale est de −18 °C, atteinte le 20 décembre 2009,,. 
Les paramètres climatiques de la commune ont été estimés pour le milieu du siècle (2041-2070) selon différents scénarios d'émission de gaz à effet de serre à partir des nouvelles projections climatiques de référence DRIAS-2020. Ils sont consultables sur un site dédié publié par Météo-France en novembre 2022.

### Milieux naturels et biodiversité
Les forêts proches sont la forêt du Bois Charrüé à environ 4,5 km et la forêt de l'Étoile à 6,6 km.

## Urbanisme

### Typologie
Au 1er janvier 2024, Meures est catégorisée commune rurale à habitat dispersé, selon la nouvelle grille communale de densité à sept niveaux définie par l'Insee en 2022.
Elle est située hors unité urbaine. Par ailleurs la commune fait partie de l'aire d'attraction de Chaumont, dont elle est une commune de la couronne,. Cette aire, qui regroupe 112 communes, est catégorisée dans les aires de 50 000 à moins de 200 000 habitants,.

### Occupation des sols
L'occupation des sols de la commune, telle qu'elle ressort de la base de données européenne d’occupation biophysique des sols Corine Land Cover (CLC), est marquée par l'importance des territoires agricoles (57,4 % en 2018), en diminution par rapport à 1990 (60,9 %). La répartition détaillée en 2018 est la suivante : 
forêts (39,1 %), terres arables (30,2 %), prairies (22,6 %), zones agricoles hétérogènes (4,7 %), zones urbanisées (3,5 %). L'évolution de l’occupation des sols de la commune et de ses infrastructures peut être observée sur les différentes représentations cartographiques du territoire : la carte de Cassini (XVIIIe siècle), la carte d'état-major (1820-1866) et les cartes ou photos aériennes de l'IGN pour la période actuelle (1950 à aujourd'hui).

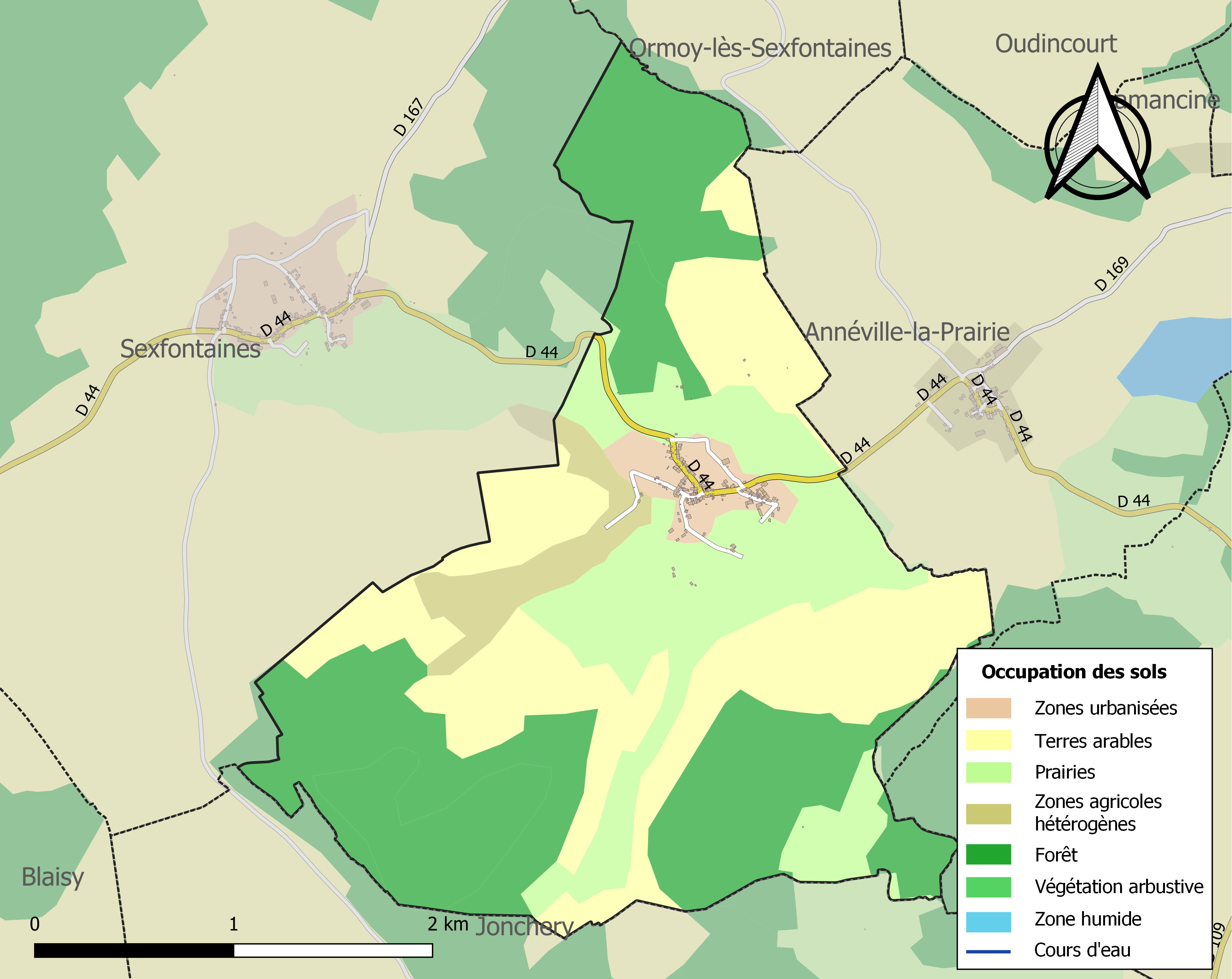
Carte des infrastructures et de l'occupation des sols de la commune en 2018 (CLC).

## Histoire
La zone géographique de l'actuel département de la Haute-Marne était habitée par les Lingons, peuple des Gaules, qui croyaient à l'immortalité de l'âme. Leurs cérémonies religieuses se tenaient en forêt comme en témoignent les pierres druidiques (dolmens, menhirs, cromlech). La capitale était Langres. Ils vivaient d'agriculture et approvisionnaient Rome à l'époque de la conquête romaine. Au cours des siècles, ils subirent les luttes féodales des seigneurs, les attaques des Anglais, les famines, les guerres religieuses, les guerres napoléoniennes, la guerre de 1870-1871 et ses réquisitions.
Le nom du village aurait comme origine Mauras, qui signifie marais.
En 1793, le nom de la commune était Meure. Elle s'est appelée Meurs en 1801.

## Politique et administration
| Période                                  | Période   | Identité        | Étiquette | Qualité |
| ---------------------------------------- | --------- | --------------- | --------- | ------- |
| mars 2001                                | mars 2014 | Robert Blanchot |           |         |
| mars 2014                                | En cours  | Patrick Poinsot |           |         |
| Les données manquantes sont à compléter. |           |                 |           |         |

## Population et société

### Démographie

#### Évolution démographique

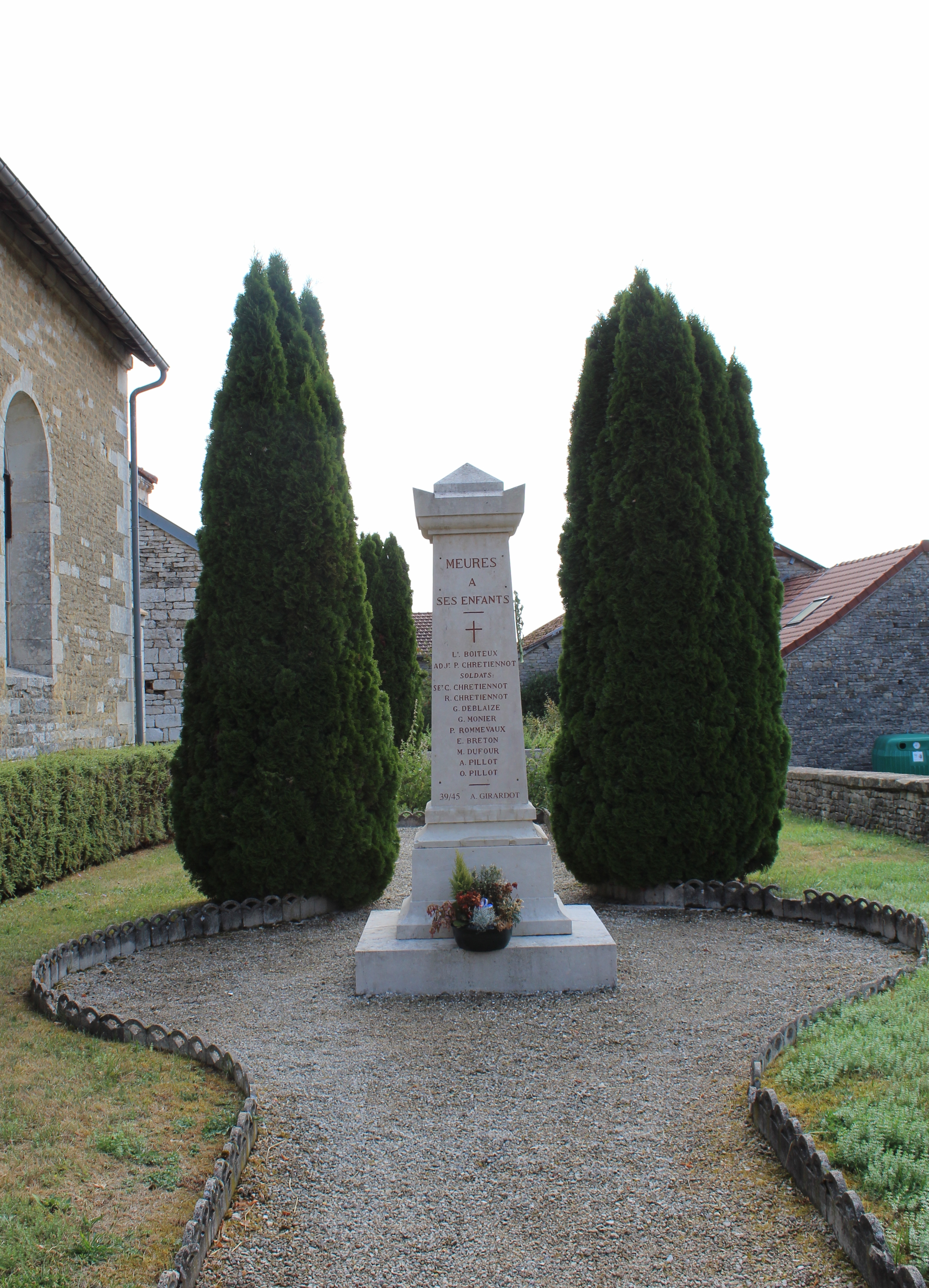
Le monument aux morts.

L'évolution du nombre d'habitants est connue à travers les recensements de la population effectués dans la commune depuis 1793. Pour les communes de moins de 10 000 habitants, une enquête de recensement portant sur toute la population est réalisée tous les cinq ans, les populations de référence des années intermédiaires étant quant à elles estimées par interpolation ou extrapolation. Pour la commune, le premier recensement exhaustif entrant dans le cadre du nouveau dispositif a été réalisé en 2004.

En 2022, la commune comptait 131 habitants, en évolution de −3,68 % par rapport à 2016 (Haute-Marne : −4,62 %, France hors Mayotte : +2,11 %).
| 1793 | 1800 | 1806 | 1821 | 1831 | 1836 | 1841 | 1846 | 1851 |
| ---- | ---- | ---- | ---- | ---- | ---- | ---- | ---- | ---- |
| 292  | 304  | 323  | 350  | 371  | 356  | 357  | 351  | 340  |

| 1856 | 1861 | 1866 | 1872 | 1876 | 1881 | 1886 | 1891 | 1896 |
| ---- | ---- | ---- | ---- | ---- | ---- | ---- | ---- | ---- |
| 296  | 285  | 287  | 287  | 278  | 257  | 228  | 219  | 197  |

| 1901 | 1906 | 1911 | 1921 | 1926 | 1931 | 1936 | 1946 | 1954 |
| ---- | ---- | ---- | ---- | ---- | ---- | ---- | ---- | ---- |
| 203  | 180  | 165  | 118  | 120  | 118  | 135  | 118  | 143  |

| 1962 | 1968 | 1975 | 1982 | 1990 | 1999 | 2004 | 2006 | 2009 |
| ---- | ---- | ---- | ---- | ---- | ---- | ---- | ---- | ---- |
| 126  | 124  | 110  | 122  | 114  | 112  | 106  | 104  | 111  |

| 2014 | 2019 | 2022 | - | - | - | - | - | - |
| ---- | ---- | ---- | - | - | - | - | - | - |
| 133  | 132  | 131  | - | - | - | - | - | - |

### Manifestations culturelles et festivités
La fête du Pain est organisée par la commune chaque deuxième dimanche de juillet dans le cadre de la cérémonie de la Borne de Terre Sacrée. On cuit du pain dans un ancien four. Cette fête donne lieu également à la fête patronale et artisanale avec une exposition sur le thème de l'artisanat et de la gastronomie.

### Sports et loisirs
- Le circuit de « la Borne Sacrée », long de 9 km.

## Culture locale et patrimoine

### Lieux et monuments

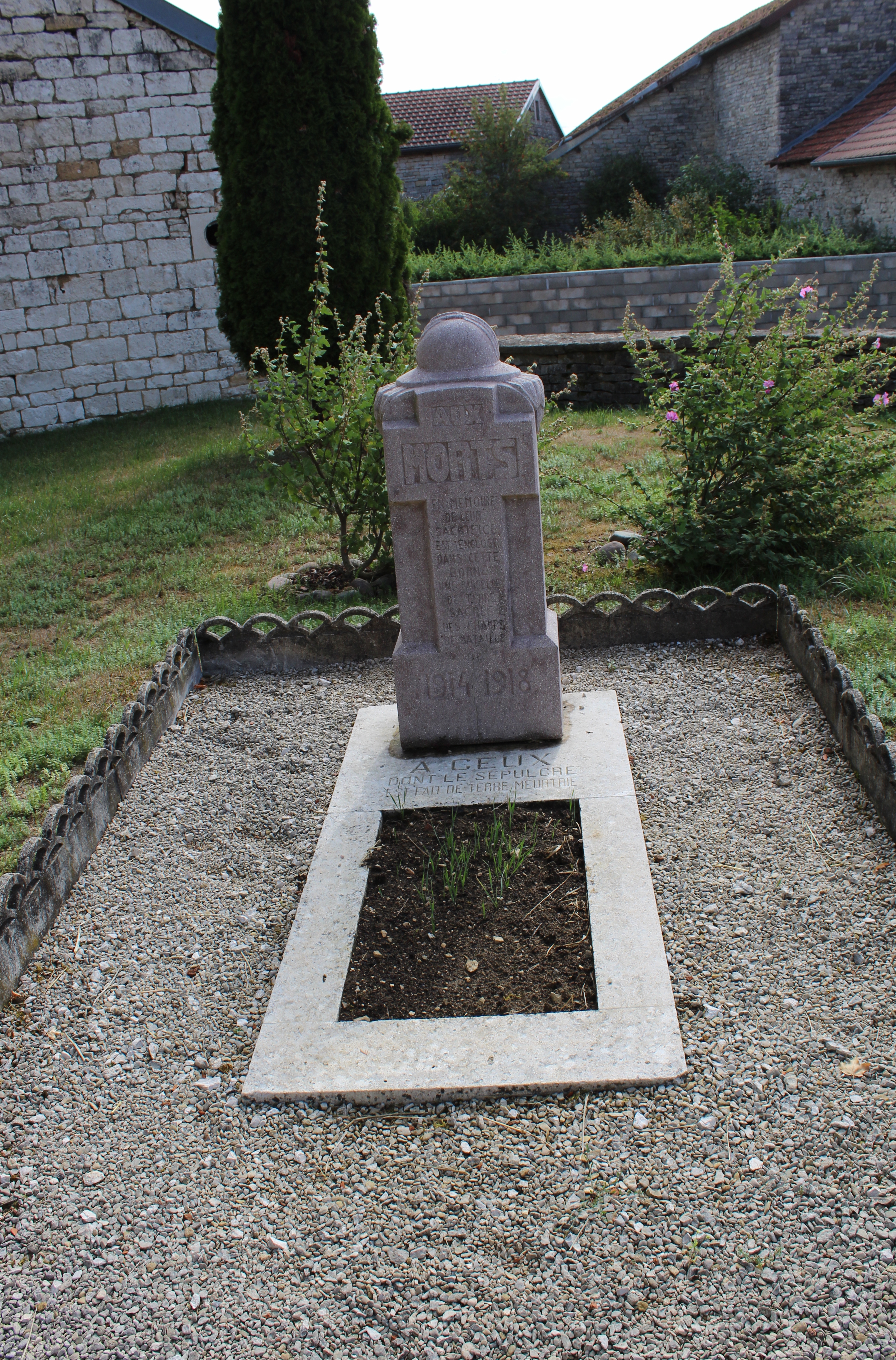
La Borne de la Terre sacrée

- Borne de la Terre sacrée : l'une des six bornes de ce genre, dédiées aux morts de la Première Guerre mondiale. Leur concepteur, le sculpteur Gaston Deblaize, un ancien poilu, était originaire du village. Il avait rapporté de la terre des champs de bataille de Verdun. La tradition voulait que du blé semé devant la borne le 11 novembre de chaque année était moissonné le premier dimanche de juillet et envoyé pour être disposé sur les quatre autres bornes (situées à l'église Saint-Louis des Invalides à Paris, au cimetière national d'Arlington aux États-Unis, sur le récif de Guernic au large de la presqu'île de Quiberon, dans la commune de Cinq-Mars-la-Pile dans l'Indre-et-Loir et sur une plage d'Ajaccio).
- Le monument de Tambouctou en mémoire du lieutenant de vaisseau Boiteux originaire de Meures.
- Église Saint-Pierre-Saint-Paul et son cadran solaire, qui a deux aiguilles[19].
- Le lavoir[2].

### Gastronomie
La commune fait partie de l'appellation d'origine contrôlée pour le fromage Langres. La région produit également l'emmental français Est-Central, ainsi que les vins de la Haute-Marne.

### Personnalités liées à la commune
- Gaston Deblaize (1895-1935), sculpteur, mort à Meures.